# Leskovica pri Šmartnem
Leskovica pri Šmartnem este o localitate din comuna Šmartno pri Litiji, Slovenia, cu o populație de 65 de locuitori.